# Determináns (matematika)
A determináns egy négyzetes mátrixokhoz rendelt szám. Hozzárendelésének tulajdonságait a mátrixok alaptestének tulajdonságai határozzák meg. A vegyes szorzat általánosítása magasabb dimenziókra. Multivektorok pszeudoskalár komponense, amely az elemi térfogat nagyságát és irányítását adja meg.

## Definíció (axiomatikusan)
Legyen {\displaystyle T} test, {\displaystyle A\in T^{n\times n}} négyzetes mátrix és {\displaystyle det:T^{n\times n}\rightarrow T} függvény. A mátrix determinánsának nevezzük {\displaystyle det(A)}-t, ha a hozzárendelést az alábbi négy axióma írja le:
| 1. homogén,                        | azaz: | {\displaystyle \det {\begin{pmatrix}\dots &\lambda _{i}a_{i}&\dots \end{pmatrix}}=\lambda _{i}\det {\begin{pmatrix}\dots &a_{i}&\dots \end{pmatrix}};}                                      |
| 2. additív,                        |       | {\displaystyle \det {\begin{pmatrix}\dots &a_{i}+b_{i}&\dots \end{pmatrix}}=\det {\begin{pmatrix}\dots &a_{i}&\dots \end{pmatrix}}+\det {\begin{pmatrix}\dots &b_{i}&\dots \end{pmatrix}};} |
| 3. alternáló,                      |       | {\displaystyle \det {\begin{pmatrix}\dots &a_{i}&\dots &a_{j}&\dots \end{pmatrix}}=-\det {\begin{pmatrix}\dots &a_{j}&\dots &a_{i}&\dots \end{pmatrix}};}                                   |
| 4. az egységmátrix determinánsa 1, |       | {\displaystyle \det {\begin{pmatrix}e_{1}&e_{2}&\dots &e_{n}\end{pmatrix}}=1.} |
Ahol:
- {\displaystyle \lambda _{i}\in T} skalár, {\displaystyle a_{i},b_{i}\in T^{n}} a mátrix oszlopait leíró vektor,
- {\displaystyle \lambda _{i}a_{i},a_{i}+b_{i}} rendre a {\displaystyle T^{n}} vektortéren definiált skalárral való szorzás és additív művelet,
- {\displaystyle e_{i}={\begin{pmatrix}0&\dots &1_{i}&\dots &0\end{pmatrix}}^{T}} az {\displaystyle i}-edik egységvektor/bázis.

A leképezés a mátrix oszlopvektorain értelmezett n-változós függvényként értelmezhető ({\displaystyle V^{n}\rightarrow T}). Az első kettő axiómával egy multilineáris, a harmadikkal egy antiszimmetrikus  forma/funkcionál.
Az axiómák egyértelműen meghatározzák a leképezést. Egy másik {\displaystyle T^{n\times n}\rightarrow T} függvény, amely kielégíti a fenti négy tulajdonságot azonos {\displaystyle \det()}-tel. Más megfogalmazásban az adott szabályokkal tetszőleges mátrixhoz egyértelmű értéket tudunk rendelni.
A harmadik axióma helyett állhatna az is, hogy két tetszőleges oszlopot megcserélve a determináns {\displaystyle -1}-szeresére változik. Az {\displaystyle i}-edik és {\displaystyle j}-edik oszlop cseréje {\displaystyle 2|i-j|-1} darab szomszédos oszlopcserével elérhető és {\displaystyle (-1)^{2|i-j|-1}=-1}.
{\displaystyle A\in T^{n\times n}} esetén n-edrendű determinánsról beszélünk. Az esetek többségében {\displaystyle T} a valós ({\displaystyle \mathbb {R} }) vagy komplex ({\displaystyle \mathbb {C} }) számok halmaza.

## Definició (Leibniz-formulával)
Legyen {\displaystyle T} test, {\displaystyle A\in T^{n\times n}} négyzetes mátrix és {\displaystyle det:T^{n\times n}\rightarrow T} függvény. A mátrix determinánsának nevezzük {\displaystyle det(A)}-t, ha a hozzárendelést az alábbi formula írja le:
{\displaystyle \det(A)=\sum _{\sigma }{(-1)^{I(\sigma )}\prod _{i=1}^{n}{a_{i\sigma _{i}}}}}.
Ahol:
- {\displaystyle a_{ij}} a mátrix {\displaystyle i}-edik sorában és {\displaystyle j}-edik oszlopában lévő elem,
- {\displaystyle \sigma } (szigma) az {\displaystyle (1,2,\dots ,n)} elemek egy permutációja,
- {\displaystyle I(\sigma )} a permutáció inverziószáma.

A determinánsra adott két definíció ekvivalens.
A produktum a mátrix minden sorából és oszlopából kiemel pontosan egy elemet és n-tényezős szorzatokat alkot. A szumma megfelelő előjellel összegzi az összes lehetséges n-tényezős szorzatot. A képzett összeg tagszáma n faktoriálissal egyenlő.
Az inverziószám hivatott kifejezni, hogy a permutáció minimálisan hány cserére van az eredeti sorrendtől. Ha egy adott sorrend páratlan cserével elérhető, akkor párossal nem, és fordítva.
Az inverziószámmal történő hatványozás helyett a Levi-Civita-szimbólum segítségével is felírható a formula, mely lényegében ugyanazt fejezi ki.

## Aldetermináns definíciója
Egy {\displaystyle A\in T^{n\times k}} mátrix egyes sorainak és oszlopainak a törlésével kapott {\displaystyle m\times m}-es négyzetes mátrix determinánsát az {\displaystyle A} egy m-ed rendű aldeterminánsának nevezzük.
Egy {\displaystyle A\in T^{n\times n}} négyzetes mátrix {\displaystyle i}-edik sorának és {\displaystyle j}-edik oszlopának a törlésével kapott {\displaystyle (n-1)\times (n-1)}-es négyzetes mátrix determinánsát az {\displaystyle A} mátrix {\displaystyle a_{ij}} eleméhez tartozó aldeterminánsának nevezzük. Elemhez tartozó mátrix jelölése: {\displaystyle A_{ij}}.
Egy {\displaystyle A\in T^{n\times k}} mátrix néhány sorának és oszlopának levágásával kapott {\displaystyle m\times m}-es négyzetes mátrix determinánsát az {\displaystyle A} egy m-ed rendű sarokdeterminánsának nevezzük. Bal felső sarokdetermináns, jobb alsó sarokdetermináns, stb.

## Jelölése
A determináns néhány szokásos jelölése:
- a mátrix megadásával: {\displaystyle \det(A)}, {\displaystyle |A|};
- vektorrendszerrel: {\displaystyle \det(a_{1},a_{2},\dots ,a_{n})};
- mátrix oszlopvektoraival: {\displaystyle \det {\begin{pmatrix}a_{1}&a_{2}&\dots &a_{n}\end{pmatrix}}};
- a mátrixelemek megadásával: {\displaystyle \det {\begin{pmatrix}a_{11}&a_{12}&\dots &a_{1n}\\\vdots &&&\vdots \\a_{n1}&a_{n2}&\dots &a_{nn}\end{pmatrix}}}, illetve {\displaystyle {\begin{vmatrix}a_{11}&a_{12}&\dots &a_{1n}\\\vdots &&&\vdots \\a_{n1}&a_{n2}&\dots &a_{nn}\end{vmatrix}}}.

## Tételek
1. Ha két oszlop megegyezik, akkor a determináns {\displaystyle 0}.
3. axióma: {\displaystyle \det {\begin{pmatrix}\dots &a_{i}&\dots &a_{i}&\dots \end{pmatrix}}=-\det {\begin{pmatrix}\dots &a_{i}&\dots &a_{i}&\dots \end{pmatrix}}}.
{\displaystyle 2\det {\begin{pmatrix}\dots &a_{i}&\dots &a_{i}&\dots \end{pmatrix}}=0}.
{\displaystyle \det {\begin{pmatrix}\dots &a_{i}&\dots &a_{i}&\dots \end{pmatrix}}=0}.
2. Nem változik a determináns, ha az egyik oszlopból egy másik oszlop skalárral vett szorzatát levonjuk/hozzáadjuk.
2. axióma: {\displaystyle \det {\begin{pmatrix}\dots &a_{i}&\dots &a_{j}+\lambda a_{i}&\dots \end{pmatrix}}=\det {\begin{pmatrix}\dots &a_{i}&\dots &a_{j}&\dots \end{pmatrix}}+\det {\begin{pmatrix}\dots &a_{i}&\dots \lambda a_{i}&\dots \end{pmatrix}}}.
1. axióma: {\displaystyle \det {\begin{pmatrix}\dots &a_{i}&\dots &a_{j}+\lambda a_{i}&\dots \end{pmatrix}}=\det {\begin{pmatrix}\dots &a_{i}&\dots &a_{j}&\dots \end{pmatrix}}+\lambda \det {\begin{pmatrix}\dots &a_{i}&\dots a_{i}&\dots \end{pmatrix}}}.
1. tétel: {\displaystyle \det {\begin{pmatrix}\dots &a_{i}&\dots &a_{j}+\lambda a_{i}&\dots \end{pmatrix}}=\det {\begin{pmatrix}\dots &a_{i}&\dots &a_{j}&\dots \end{pmatrix}}+0}.
3. Ha az egyik oszlop a nullvektor, akkor a determináns is {\displaystyle 0}.
2.tétel: {\displaystyle \det {\begin{pmatrix}\dots &a_{i}&\dots &0&\dots \end{pmatrix}}=\det {\begin{pmatrix}\dots &a_{i}&\dots &0+1a_{i}&\dots \end{pmatrix}}}.
1.tétel: {\displaystyle \det {\begin{pmatrix}\dots &a_{i}&\dots &0&\dots \end{pmatrix}}=0}.
4. Egy oszlop nem nulla skalárral való szorzása, két oszlop felcserélése és egyik oszlophoz egy másik oszlop skalárral való szorzatának hozzáadása nem változtat a determináns nulla voltán.
1. axióma: nem nulla skalár kiemelése a determinánst nem nullával szorozza.
3. axióma: két oszlop felcserélése a determinánst {\displaystyle -1}-gyel szorozza.
2. tétel: nem változik a determináns, ha egyik oszlophoz egy másik oszlop skalárral való szorzatát adjuk.
5. A determináns akkor és csak akkor {\displaystyle 0}, ha a vektorok lineárisan összefüggőek.
- Ha lineárisan összefüggő akkor {\displaystyle 0}:

Összefüggőség: {\displaystyle 0=\sum _{i=1}^{n}{\lambda _{i}a_{i}}\rightarrow \exists \lambda _{j}\neq 0\rightarrow a_{j}=\sum _{i=1,i\neq j}^{n}{-{\frac {\lambda _{i}}{\lambda _{j}}}a_{i}}}.
2. tétel: {\displaystyle \det(a_{1}\dots a_{j}\dots a_{n})=\det(a_{1}\dots \sum _{i=1,i\neq j}^{n}{-{\frac {\lambda _{i}}{\lambda _{j}}}a_{i}}\dots a_{n})=\det(a_{1}\dots 0\dots a_{n})}.
3. tétel: {\displaystyle \det(a_{1}\dots 0\dots a_{n})=0}.
- Ha lineárisan független, akkor nem {\displaystyle 0}:

Függetlenség: A mátrix tetszőleges oszlopában biztosan található egy nem nulla elem. Ellenkező esetben az oszlopvektorok lineárisan összefüggenének. Legyen ez az {\displaystyle a_{ij}}.
4. és 10. tétel: A {\displaystyle j}-edik oszlopból kiemeljük az {\displaystyle a_{ij}}-t, azaz az oszlopot megszorozzuk az {\displaystyle a_{ij}} reciprokával. Az új {\displaystyle a_{ij}=1}. Lenullázzuk a {\displaystyle i}-edik sor, majd a {\displaystyle j}-edik oszlop minden {\displaystyle a_{ij}}-tól különböző elemét. Kicseréljük a {\displaystyle j}-ediket az {\displaystyle i}-edik oszlopra, ezzel létrehozva az {\displaystyle e_{i}} egységvektort a megfelelő helyen. Az átalakítás nem változtat a vektorok lineáris függetlenségén és a már meglévő egységvektorokon. Az algoritmust az összes további oszlopra elvégezve kialakítható az egységmátrix, s a determináns a nem nulla kiemelt skalárok szorzata lesz.
6. Kifejtési tétel
{\displaystyle \det(A)=\sum _{j=1}^{n}{(-1)^{i+j}a_{ij}A_{ij}}}.
A bizonyítás kulcsa az {\displaystyle a_{j}} oszlopvektor {\displaystyle \sum _{i=1}^{n}{a_{ij}e_{i}}} alakban történő felírása, majd az axiómák alkalmazása.
7. Ferde kifejtési tétel
{\displaystyle \det(A)=\sum _{j=1,i\neq k}^{n}{(-1)^{i+j}a_{ij}A_{kj}}=0}.
1. tétel: Egy adott sor szerinti kifejtésnél másik sorhoz tartozó aldeterminánsokat használva azt a látszatot keltjük, mintha a mátrix {\displaystyle i}-edik és {\displaystyle k}-adik sora megegyezne.
8. Sarrus-szabály
9. A determinánsra adott két definíció ekvivalens.
- 6. tétel: Az {\displaystyle A\in T^{n\times n}} mátrix determinánsa n-tagú összegként írható fel, amely eggyel kisebb rendű determinánsokból áll. A képletben az összes determinánst bontsuk újabb összegekre, és így tovább. Addig, míg mindegyik {\displaystyle \det(a_{ij})} alakú nem lesz, melynek értéke már triviálisan az {\displaystyle a_{ij}}. Összesen {\displaystyle n-1} lépcsőben kell végrehajtani a kifejtési tételt. Így egy olyan összeget kapunk, amelynek összes tagja az {\displaystyle a_{1\sigma _{1}},a_{2\sigma _{2}},\dots ,a_{n\sigma _{n}}} elemek egy produktuma valamilyen előjellel, ahol {\displaystyle (\sigma _{1},\sigma _{2},\dots ,\sigma _{n})} az {\displaystyle (1,2,\dots ,n)} elemek egy permutációja. Az összes lehetséges permutációhoz tartozó szorzat pontosan egyszer szerepel az előjeles összegzésben:

{\displaystyle \det(A)=\sum _{\sigma }{p_{\sigma }\prod _{i=1}^{n}{a_{i\sigma _{i}}}}}.
3.axióma: Cseréljük meg az {\displaystyle a_{1\sigma _{1}}\dots a_{i\sigma _{i}}a_{(i+1)\sigma _{i+1}}\dots a_{n\sigma _{n}}} szorzatokban ugyanazt a két egymás melletti tagot. A csere az iterált kifejtés szemszögéből úgy tűnik, hogy egy olyan mátrixnak határozzuk meg a determinánsát, melyben a {\displaystyle i}-edik és {\displaystyle i+1}-edik sorok fel vannak cserélve. Az axióma miatt a teljes összeg, s benne a szorzatok előjelet váltanak. Ez összhangban van az elemek permutációjával, s a tagok előjelét az inverziószám paritása adja meg:
{\displaystyle p_{\sigma }=(-1)^{I(\sigma )}}.
- A Leibniz-formulából könnyedén igazolhatóak az axiómák mint a formula elemi tulajdonságai.

10. {\displaystyle \det(A)=\det(A^{T})}.
A Leibniz-formula alakjából következik, hogy nincs semmi különbség sor és oszlop között, mikor a determináns meghatározása a cél. Ennek következménye, hogy az axiomatikus definícióban említett átalakítások és az oszlopokra kimondott tételek sorokra is ugyanúgy érvényesek.
11. {\displaystyle \det(AB)=\det(A)\det(B)},
a determinánsok szorzástétele.
12. {\displaystyle \det(A^{-1})={\frac {1}{\det(A)}}}.
11.tétel: {\displaystyle \det(A)\det(A^{-1})=\det(AA^{-1})=\det(E)=1}.
Következmény: Ha egy mátrixnak 0 a determinánsa, akkor nem invertálható.
13. {\displaystyle \det(\alpha A)=\alpha ^{n}\det(A)}.
14. Hasonló mátrixok determinánsa egyenlő.
{\displaystyle \det(A)=\det(B^{-1}A^{*}B)=\det(B^{-1})\det(A^{*})\det(B)=\det(A^{*})}.
15. Ha egy négyzetes mátrixnak van n darab sajátértéke, akkor {\displaystyle \det(A)=\prod _{1}^{n}{\lambda _{i}}}.
Ha megengedjük a komplex értékeket valós mátrix esetén, a sajátértékek szorzata továbbra is valós marad és ugyanúgy a determinánst adják meg.
16. {\displaystyle abc=\det {\begin{pmatrix}a,b,c\end{pmatrix}}},
a vegyes szorzat és a determináns kapcsolata.

## Geometriai jelentése
A determináns abszolút értéke:
Az n db n-dimenziós oszlop- vagy sorvektor által kifeszített n-dimenziós paralelepipedon n-dimenziós térfogatát adja meg.
- 2×2-es esetben a vektorok által kifeszített paralelogramma területét,
- 3×3-as esetben a vektorok által kifeszített paralelepipedon térfogatát.

A determináns előjele:
Az n db n-dimenziós vektorból álló vektorrendszer (rendezett vektor n-es) irányítását/sodrását adja meg.
- Pozitív esetben a vektorok pozitív irányítású/jobbsodrású rendszert alkotnak.
- Negatív esetben a vektorok negatív irányítású/balsodrású rendszert alkotnak.
- Nulla esetén nem értelmezzük az irányítást/sodrást.

Irányítás jelentése:
Szemléletesen megadja a választ, hogy beforgathatóak-e a vektorrendszer tagjai a kanonikus bázis vektorainak irányába úgy, hogy az elsőt az elsőhöz, i-ediket az i-edikez, stb. forgatjuk, miközben egyik vektor útja sem keresztezheti a többi által kifeszített alteret.
Ezen feltételek mellett n-dimenzióban n-1 darab vektor mindig összeforgatható, amelyek olyan alteret feszítenek ki, hogy az n-dimenziós teret két részre osztják. Az n. vektor pedig vagy az egyikben vagy a másikban található, így a beforgatása során vagy át kell lépni az alteret vagy sem. Emiatt minden nem nulla dimenzióban két összeforgathatósági osztály létezik. A bázis egyedül azt jelöli ki, melyik osztály tagjait tekintjük pozitív irányítású ill. jobb sodrású rendszereknek. A két osztály egymás tükörképe.
A fentiekből adódik, hogy n-dimenzióban n-nél kisebb dimenziós alteret kifeszítő vektorrendszer irányítása nem értelmezhető. Nem azonos elemszámú vektorrendszerek párosítása értelmetlen és n darab lineárisan összefüggő vektor a forgatástól függően a bázissal összeforgatható is, meg nem is.
Oszlopok átalakításának értelmezése a térfogat szemszögéből:
1. axióma: ha a paralelepipedon egyik oldalának hosszát {\displaystyle \lambda }-szorosára nyújtjuk, akkor térfogata {\displaystyle \left|\lambda \right|}-szeresére nő.
2. axióma: ha a paralelepipedont ketté szeljük (egyik oldalával párhuzamosan), akkor a térfogata a szeletek térfogatának (előjeles) összege.
3. axióma: a paralelepipedon térfogatának nagysága független az őt leíró vektorok sorrendjétől.
4. axióma: az n-dimenziós egységkocka térfogata {\displaystyle 1}.
Sorok átalakításának értelmezése a térfogat szemszögéből:
1. axióma: ha az egyik bázist {\displaystyle \lambda }-szorosára nyújtjuk, akkor {\displaystyle \left|\lambda \right|}-szeresére nyújtjuk a teret, s benne a test térfogatát.
3. axióma: a paralelepipedon térfogatának nagysága független attól, hogy az i-edik koordináták melyik sorban szerepelnek.
4. axióma: az n-dimenziós egységkocka térfogata {\displaystyle 1}.
Oszlopok átalakításának értelmezése az irányítás szemszögéből:
1. axióma: egy vektort ellentétes irányúra változtatva ellentétes irányításúvá válik a rendszer.
3. axióma: vektorok sorrendjének cseréje ellentétes irányításúvá teszi a rendszert.
4. axióma: a bázist az adott sorrenddel pozitív irányításúnak tekintjük.
Sorok átalakításának értelmezése az irányítás szemszögéből:
1. axióma: egyik bázis irányát ellentétesre változtatva az irányításba való besorolás felcserélődik.
3. axióma: két bázisvektor sorrendjének megcserélése miatt az irányításba való besorolás felcserélődik.
4. axióma: a bázis jelöli ki, melyek a pozitív irányítású rendszerek.
Tételek értelmezése:
1. tétel: Elfajuló paralelepipedon esetén egyes élek egy egyenesbe esnek. Ekkor a test lapos, térfogata 0.
2. tétel: A test éleivel/oldalaival/alapjával való párhuzamos nyírás nem változtat a térfogaton/magasságon és a körüljáráson.
3. tétel: Ha a test egyik éle 0 hosszúságú, térfogata is 0.
4. tétel: Az említett átalakítások megőrzik a kifeszített test dimenzióját és az alteret, amelyben fekszik.
A mátrix rangja adja meg a lineárisan független oszlopvektorok maximális számát, amely egyenlő a kifeszített test, ill. altér dimenziójával. Tehát az átalakítások nem változtatják meg a mátrix rangját. Ezeket a mátrix elemi átalakításainak nevezzük.
5. tétel: Lineárisan összefüggő vektorrendszer n-nél kisebb dimenziós testet feszít ki, melynek n-dimenziós térfogata 0.
A maximális, el nem tűnő aldetermináns rendje adja meg egy mátrix rangját, azaz a kifeszített test pontos dimenzióját. Négyzetes mátrix determinánsa önmagának aldeterminánsa, így értéke meghatározza a rangot.

## Lineáris leképezések determinánsa
A mátrixok lineáris leképezést írnak le. A mátrix oszlopai az egységkocka leképezés általi képének éleit adja meg. Négyzetes mátrix esetén a determináns nagysága fejezi ki, hogy hányszorosára nyújtja az elemi cellák térfogatát a leképezés. A determináns előjele pedig megadja, hogy egy lineárisan független vektorrendszer képének irányítása hogyan változik meg az eredetihez képest:
- pozitív: változatlan lesz az irányítása;
- negatív: irányítása ellentétes lesz;
- nulla: vektorrendszer képe összefüggő lesz, melynek így nincs irányítása.

A hasonló mátrixok ugyan azt a lineáris leképezést írják le, csak másik bázisban. Tehát egy lineáris leképezésnek több mátrixreprezentációja létezik. A mátrix a bázissal együtt teljes. Továbbá, négyzetes hasonló mátrixok determinánsa megegyezik. Ez a tény feljogosít arra, hogy egy lineáris leképezés determinánsáról beszéljünk. Általánosan a hasonló mátrixok közös tulajdonságai automatikusan az általuk reprezentált lineáris leképezés tulajdonságai is. Így beszélhetünk egy lineáris leképezés rangjáról, normájáról, nyomáról, sajátértékeiről, sajátvektorairól, karakterisztikus polinomjáról, stb. A matematika nyelvén ezt úgy mondjuk, hogy ezen tulajdonságok a bázistranszformációkkal szemben invariánsak.

## Kapcsolata a mátrixok szorzáscsoportjával
Az azonos rendű négyzetes mátrixok szorzása asszociatív és egységelemes, azonban nem minden mátrixnak akad inverze. Az inverzzel rendelkező mátrixok halmaza azonos a nem nulla determinánssal rendelkező négyzetes mátrixok halmazával. A szorzástétel értelmében pedig ez a halmaz zárt a szorzás műveletére.
Az invertálható mátrixok a mátrixszorzás műveletével csoportot alkotnak. A mátrixok által reprezentált transzformációk csoportját általános lineáris csoportnak nevezzük. Jelölése: {\displaystyle GL(n)}.
A {\displaystyle \pm 1} determinánssal rendelkező mátrixok a fenti csoport részcsoportját alkotják. Jele: {\displaystyle O(n)}. Részhalmaza az ortogonális mátrixok csoportja, amelyek az origó fixpontú távolságtartó és szögtartó transzformációkat írják le (forgatás és tükrözés).
Ezenfelül részcsoportját képezi a {\displaystyle +1} determinánsú terület- és irányításmegőrző mátrixok halmaza, a speciális lineáris csoport. Jele: {\displaystyle SO(n)}. Részhalmaza a {\displaystyle +1} determinánsú ortogonális mátrixok csoportja, amelyek a folytonosan kivitelezhető távolságtartó és szögtartó transzformációkat írják le (forgatás). (A tükrözés megtöri a folytonosságot.)

## Általánosítások
- Vegyes szorzat

A vegyes szorzat három 3-dimenziós vektor által kifeszített paralelepipedon térfogatának nagyságát adja meg. Előjele jobb sodrású rendszer esetén pozitív, bal sodrású esetén negatív. Akkor és csak akkor 0, ha a vektorok egy síkba vagy egy egyenesbe esnek. Ezek alapján egyértelmű, hogy a determináns ennek a kiterjesztése tetszőleges dimenzióra.
- Hiperdetermináns

Itt alapvetően a mátrixok általánosítása történik meg többdimenziós számtömbökké, s a determináns fogalma követi a kiterjesztést.
- Gyűrűk feletti determináns

A Leibniz-formula alapján a determináns meghatározásához nem kell a multiplikatív művelet invertálhatósága. Ez a tény a fogalom általánosabb bevezetését teszi lehetővé gyűrűk felett, mint például az egész számok vagy polinomok gyűrűje.

## Multivektorok leírása
A multivektor a vektor fogalmának egyik irányú általánosítása. Több vektor együtteséből önálló matematikai objektumot alkotva definiáljuk a k-vektorokat, azaz az egyszerű multivektorokat, amelyek a vektorok által kifeszített ponthalmazt jellemzik. Tetszőleges multivektor pedig ezek lineáris kombinációja, azaz nem minden lineáris kombináció k-vektor.
A felépítésükben az ún. ékszorzat segít ({\displaystyle a_{1}\wedge ...\wedge a_{k}}). Az ékszorzás egy kétváltozós művelet, amely asszociatív, antikommutatív és bilineáris (az összeadásra vonatkoztatva). Az antikommutativitás miatt {\displaystyle e_{i}\wedge e_{i}=0}. A bilinearitás miatt pedig a multivektorok bázisa az {\displaystyle 1;e_{1},e_{2},...,e_{n};e_{1}\wedge e_{2},e_{1}\wedge e_{3},e_{2}\wedge e_{3},...;...;e_{1}\wedge ...\wedge e_{n}}.
Egy k-vektor bázisbeli együtthatói az őt előállító k darab vektor k-dimenziós alterekbe eső komponensei által alkotott vektorrendszer determinánsa. Érthetőbben fogalmazva az együtthatók a k darab vektor által alkotott {\displaystyle n\times k}-s mátrix k-ad rendű aldeterminánsai. Példa:
{\displaystyle {\begin{array}{l}a\wedge b=(a_{1}e_{1}+a_{2}e_{2}+a_{3}e_{3}+a_{4}e_{4})\wedge (b_{1}e_{1}+b_{2}e_{2}+b_{3}e_{3}+b_{4}e_{4})\end{array}}}
{\displaystyle {\begin{array}{l}a\wedge b=&&a_{1}b_{1}e_{1}\wedge e_{1}&+&a_{1}b_{2}e_{1}\wedge e_{2}&+&a_{1}b_{3}e_{1}\wedge e_{3}&+&a_{1}b_{4}e_{1}\wedge e_{4}\\&+&a_{2}b_{1}e_{2}\wedge e_{1}&+&a_{2}b_{2}e_{2}\wedge e_{2}&+&a_{2}b_{3}e_{2}\wedge e_{3}&+&a_{2}b_{4}e_{2}\wedge e_{4}\\&+&a_{3}b_{1}e_{3}\wedge e_{1}&+&a_{3}b_{2}e_{3}\wedge e_{2}&+&a_{3}b_{3}e_{3}\wedge e_{3}&+&a_{3}b_{4}e_{3}\wedge e_{4}\\&+&a_{4}b_{1}e_{4}\wedge e_{1}&+&a_{4}b_{2}e_{4}\wedge e_{2}&+&a_{4}b_{3}e_{4}\wedge e_{3}&+&a_{4}b_{4}e_{4}\wedge e_{4}\\\\a\wedge b=&&0&+&a_{1}b_{2}e_{1}\wedge e_{2}&+&a_{1}b_{3}e_{1}\wedge e_{3}&+&a_{1}b_{4}e_{1}\wedge e_{4}\\&-&a_{2}b_{1}e_{1}\wedge e_{2}&+&0&+&a_{2}b_{3}e_{2}\wedge e_{3}&+&a_{2}b_{4}e_{2}\wedge e_{4}\\&-&a_{3}b_{1}e_{1}\wedge e_{3}&-&a_{3}b_{2}e_{2}\wedge e_{3}&+&0&+&a_{3}b_{4}e_{3}\wedge e_{4}\\&-&a_{4}b_{1}e_{1}\wedge e_{4}&-&a_{4}b_{2}e_{2}\wedge e_{4}&-&a_{4}b_{3}e_{3}\wedge e_{4}&+&0\\\end{array}}}
{\displaystyle {\begin{array}{l}a\wedge b=&&(a_{1}b_{2}-a_{2}b_{1})e_{1}\wedge e_{2}&+&(a_{1}b_{3}-a_{3}b_{1})e_{1}\wedge e_{3}&+&(a_{1}b_{4}-a_{4}b_{1})e_{1}\wedge e_{4}&&\\&+&(a_{2}b_{3}-a_{3}b_{2})e_{2}\wedge e_{3}&+&(a_{2}b_{4}-a_{4}b_{2})e_{2}\wedge e_{4}&+&(a_{3}b_{4}-a_{4}b_{3})e_{3}\wedge e_{4}&&\\\\\|a\wedge b\|^{2}=&&(a_{1}b_{2}-a_{2}b_{1})^{2}&+&(a_{1}b_{3}-a_{3}b_{1})^{2}&+&(a_{1}b_{4}-a_{4}b_{1})^{2}&&\\&+&(a_{2}b_{3}-a_{3}b_{2})^{2}&+&(a_{2}b_{4}-a_{4}b_{2})^{2}&+&(a_{3}b_{4}-a_{4}b_{3})^{2}&&\\\end{array}}}
A k-vektor normája az őt ékszorzással előállító k darab vektor által leírt paralelepipedon k-dimenziós térfogatának a nagysága.
Az egyszerű multivektorok típusai:
- 0-argumentumú ékszorzat eredménye a 0-vektor, a skalár megfelelője;
- 1-argumentumú ékszorzat eredménye az 1-vektor, a vektor megfelelője;
- n-1 darab n-dimenziós vektor ékszorzata a pszeudovektor, együtthatói az általánosított vektoriális szorzat eredménye;
- n darab n-dimenziós vektor ékszorzata a pszeudoskalár, együtthatója a vektorok alkotta négyzetes mátrix determinánsa;
- n-nél több n-dimenziós vektor ékszorzata 0.

## Alkalmazása képletekben

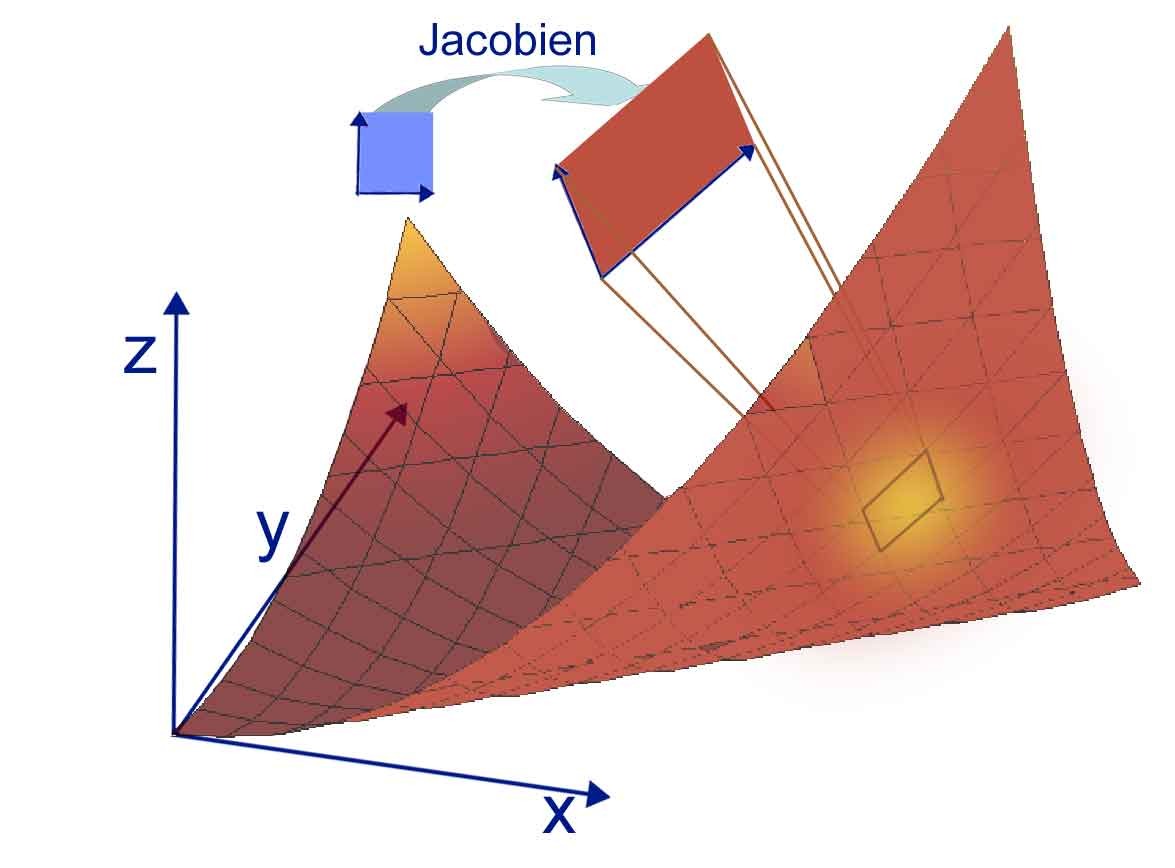
Felület parametrizációja által előállított felületelem.

- Paralelepipedon térfogata

{\displaystyle V={\sqrt {\det \left(A^{T}A\right)}}}
A k-dimenziós test k-dimenziós térfogata n-dimenzióban. Az {\displaystyle A\in T^{n\times k}} mátrix oszlopai a testet kifeszítő vektorokból áll.
- Cramer-szabály

{\displaystyle x_{i}={\frac {\det {\begin{pmatrix}...&a_{i-1}&b&a_{i+1}&...\end{pmatrix}}}{\det(A)}}}
Invertálható mátrixú lineáris egyenletrendszernek egyértelműen létezik megoldása. A képlettel elkerülhetjük a teljes megoldás kiszámítását, ha csak egy részmegoldásra van szükségünk.
- Vektoriális szorzat 3 dimenzióban

{\displaystyle a\times b={\begin{vmatrix}i&j&k\\a_{1}&a_{2}&a_{3}\\b_{1}&b_{2}&b_{3}\end{vmatrix}}}
- Vektoriális szorzat általánosítása

Többféleképpen lehetséges. Itt az általánosítás vektorgeometriai értelemben történik, azaz az eredmény legyen merőleges a kiinduló vektorokra, alkosson velük jobbsodrású rendszert, és nagysága a kiinduló vektorok által kifeszített test térfogata legyen. (Egy másik lehetőség a 2-változós műveletként való általánosítása a műveleti tulajdonságok megtartása mellett, mely feltétel azonban erősen korlátozza a lehetséges dimenziókat.)
{\displaystyle \operatorname {cross} (a_{1},...,a_{n-1})={\begin{vmatrix}a_{11}&\cdots &a_{1(n-1)}&e_{1}\\\vdots &\ddots &\vdots &\vdots \\a_{n1}&\cdots &a_{n(n-1)}&e_{n}\\\end{vmatrix}}=(-1)^{n+1}{\begin{vmatrix}e_{1}&\cdots &e_{n}\\a_{11}&\cdots &a_{n1}\\\vdots &\ddots &\vdots \\a_{1(n-1)}&\cdots &a_{n(n-1)}\\\end{vmatrix}}}
A bázisvektorok alkotják az n. oszlop elemeit. Ez szokatlan lehet elsőre, de formailag a szorzás eredményét adja vissza. A bázist tartalmazó oszlopra/sorra alkalmazzuk a kifejtési tételt.  Az eredmény koordinátáit a bázisokhoz mint elemekhez tartozó előjeles aldeterminánsok szolgáltatják. Oszlopcserékkel és transzponálással a megszokott alakban is felírható.
Az eredményvektor koordinátáit visszaírva a bázisok helyére ferde kifejtési tétellel könnyen igazolható, hogy az eredményvektor merőleges az összes kiindulási vektorra. Kifejtési tétellel igazolható, hogy pozitív a determináns - éppen az eredményvektor nagyságának a négyzete -, azaz jobbsodrású a rendszer. A  determináns értékéből kiindulva ha az eredményvektor normáltját illesszük vissza, bizonyítja hogy a definiált vektorunk nagysága a kiindulási vektorok által kifeszített test térfogatának a nagysága lesz.
- Helyettesítéses integrálás

{\displaystyle \int _{g(U)}F=\int _{U}F\circ g\left|\operatorname {J} _{g}\right|}
A függvény alatti területet n-dimenziós tégla alapú hasábok térfogatával közelítjük. Pontosabban ezen közelítések határértékeként definiáljuk. Parametrizáció esetén ezen közelítő hasábok alapja deformálódik, a térfogatuk megváltozik, ezért korrekcióra van szükség. Meg kell határoznunk, hogy a paramétertartományban elhelyezkedő n-dimenziós egységkocka adott pont körüli képe milyen a paraméterezett tartományon. A képet a parametrizáció állítja elő. A leképezés adott pontbeli tulajdonságát a derivált, azaz a Jacobi-mátrix jellemzi. A Jacobi-mátrix oszlopvektorai (a paramétervonalak érintői) írják le a deformált egységkocka éleit, melynek irányított térfogata a mátrix determinánsa.
- Mátrix inverze

{\displaystyle A^{-1}={\frac {\operatorname {adj} A^{T}}{\det A}}}
Nem csak az eredeti mátrix determinánsára van szükségünk. Egy mátrix adjungáltjának előállításához szükségünk van még az elemekhez tartozó aldeterminánsokra is: {\displaystyle \operatorname {adj} A=((-1)^{i+j}A_{ij})}. (A formula bizonyításához a kifejtési és a ferde kifejtési tétel szükséges.)
- Sajátvektor és sajátérték

{\displaystyle \det(A-\lambda E)=0}
A determináns eredménye {\displaystyle \lambda } n-ed fokú polinomja, a mátrix karakterisztikus függvénye. A polinom gyökei szolgáltatják a sajátértékeket. A Viète-formulákból következik, hogy a mátrix nyoma, {\displaystyle tr(A)=-a_{n-1}/a_{n}} és determinánsa, {\displaystyle det(A)=(-1)^{n}a_{0}/a_{n}}. Valós mátrixok polinomja valós, melyek nem minden esetben bonthatóak fel elsőfokú tényezők szorzatára. Ez magyarázat arra, miért nincs mindig n db (valós) sajátértéke a mátrixnak. Különlegesek a komplex értékű mátrixok, mert az algebra alaptétele szerint mindig van n db komplex gyöke egy komplex polinomnak, így n db sajátértéke, és sajátvektora a komplex mátrixnak.

## Kiszámítási módszerek
- Alacsony rendű mátrixok

1×1-es mátrix determinánsa maga a szám: {\displaystyle {\begin{vmatrix}a_{11}\end{vmatrix}}=a_{11}}.
2×2-es mátrix determinánsa: {\displaystyle {\begin{vmatrix}a&b\\c&d\end{vmatrix}}=ad-bc}.
- Elemi átalakítások

A determináns az axiomatikus definíció által biztosított négy szabállyal meghatározható. Cél az egységmátrix kialakítása.  Felhasznált tételek a 2. és 10. tétel. Két kimenetele van: 
1. Sikerül előállítani az egységmátrixot, melynek már ismert a determinánsa ({\displaystyle =1\Leftarrow } 4. axióma).
2. Kialakítunk egy nullvektort vagy sorban vagy oszlopban, mely mátrixnak szintén ismert a determinánsa ({\displaystyle =0\Leftarrow } 3. tétel).

Paraméteresen levezetni az eredményt nehéz és csak elbonyolítja a feladatot. Konkrét számításoknál alkalmazható jól.
Első példa:
{\displaystyle {\begin{vmatrix}2&4&0&-2\\4&12&3&5\\-8&-14&0&0\\5&11&1&0\end{vmatrix}}=2{\begin{vmatrix}1&4&0&-2\\2&12&3&5\\-4&-14&0&0\\5/2&11&1&0\end{vmatrix}}=2{\begin{vmatrix}1&0&0&0\\2&4&3&9\\-4&2&0&-8\\5/2&1&1&5\end{vmatrix}}=2{\begin{vmatrix}1&0&0&0\\0&4&3&9\\0&2&0&-8\\0&1&1&5\end{vmatrix}}=2{\begin{vmatrix}1&0&0&0\\0&1&3&0\\0&2&0&-8\\0&0&1&2\end{vmatrix}}=2{\begin{vmatrix}1&0&0&0\\0&1&0&0\\0&2&-6&-8\\0&0&1&2\end{vmatrix}}=}
{\displaystyle 2{\begin{vmatrix}1&0&0&0\\0&1&0&0\\0&0&-6&-8\\0&0&1&2\end{vmatrix}}=2{\begin{vmatrix}1&0&0&0\\0&1&0&0\\0&0&-6&4\\0&0&1&0\end{vmatrix}}=2{\begin{vmatrix}1&0&0&0\\0&1&0&0\\0&0&0&4\\0&0&1&0\end{vmatrix}}=8{\begin{vmatrix}1&0&0&0\\0&1&0&0\\0&0&0&1\\0&0&1&0\end{vmatrix}}=-8{\begin{vmatrix}1&0&0&0\\0&1&0&0\\0&0&1&0\\0&0&0&1\end{vmatrix}}=-8}
Második példa:
{\displaystyle {\begin{vmatrix}1&9&9&5\\1&2&2&5\\0&{\sqrt {2}}&\pi &x\\0&0&lg(3)&0\end{vmatrix}}=lg(3){\begin{vmatrix}1&9&9&5\\1&2&2&5\\0&{\sqrt {2}}&\pi &x\\0&0&1&0\end{vmatrix}}=lg(3){\begin{vmatrix}1&9&0&5\\1&2&0&5\\0&{\sqrt {2}}&0&x\\0&0&1&0\end{vmatrix}}=lg(3){\begin{vmatrix}1&9&0&0\\1&2&0&0\\0&{\sqrt {2}}&0&x\\0&0&1&0\end{vmatrix}}=lg(3)\cdot x{\begin{vmatrix}1&9&0&0\\1&2&0&0\\0&{\sqrt {2}}&0&1\\0&0&1&0\end{vmatrix}}=}
{\displaystyle lg(3)\cdot x{\begin{vmatrix}1&9&0&0\\1&2&0&0\\0&0&0&1\\0&0&1&0\end{vmatrix}}=lg(3)\cdot x{\begin{vmatrix}0&7&0&0\\1&2&0&0\\0&0&0&1\\0&0&1&0\end{vmatrix}}=7\cdot lg(3)\cdot x{\begin{vmatrix}0&1&0&0\\1&0&0&0\\0&0&0&1\\0&0&1&0\end{vmatrix}}=-7\cdot lg(3)\cdot x{\begin{vmatrix}0&1&0&0\\1&0&0&0\\0&0&1&0\\0&0&0&1\end{vmatrix}}=7\cdot lg(3)\cdot x{\begin{vmatrix}1&0&0&0\\0&1&0&0\\0&0&1&0\\0&0&0&1\end{vmatrix}}=7\cdot lg(3)\cdot x}
Meghatározhatóak a következőek is:
Rang: Az átalakítás során a megjelenő nullvektorokkal nem foglalkozunk és addig alakítjuk tovább a mátrixot, amíg minden sor/oszlop vagy lenullázódik vagy megjelenik benne egy bázisvektor. Egy teljes vagy hiányos egységmátrix kialakítása a cél. A bázisok száma adja meg a mátrix rangját. (Nem kvadratikus mátrixok esetén is így kell.)
{\displaystyle \operatorname {rg} {\begin{pmatrix}-2&-6&-4\\-2&-10&-2\\1&1&3\\3&1&10\end{pmatrix}}=\operatorname {rg} {\begin{pmatrix}1&3&2\\-2&-10&-2\\1&1&3\\3&1&10\end{pmatrix}}=\operatorname {rg} {\begin{pmatrix}1&3&2\\0&-4&2\\0&-2&1\\0&-8&4\end{pmatrix}}=\operatorname {rg} {\begin{pmatrix}1&0&0\\0&-4&2\\0&-2&1\\0&-8&4\end{pmatrix}}=\operatorname {rg} {\begin{pmatrix}1&0&0\\0&0&2\\0&0&1\\0&0&4\end{pmatrix}}=\operatorname {rg} {\begin{pmatrix}1&0&0\\0&0&0\\0&0&1\\0&0&0\end{pmatrix}}=2}
Inverz mátrix: A determináns meghatározásakor az egységmátrix eljutásáig alkalmazott lépéseket ugyanabban a sorrendben alkalmazva az egységmátrixon az eredeti mátrix inverz mátrixát kapjuk. (Nulla determináns esetén nem tudunk eljutni az egységmátrixhoz.)
{\displaystyle {\begin{array}{c}A=&{\begin{pmatrix}2&4\\1&3\end{pmatrix}}&\rightarrow &{\begin{pmatrix}1&2\\1&3\end{pmatrix}}&\rightarrow &{\begin{pmatrix}1&2\\0&1\end{pmatrix}}&\rightarrow &{\begin{pmatrix}1&0\\0&1\end{pmatrix}}&\\&{\begin{pmatrix}1&0\\0&1\end{pmatrix}}&\rightarrow &{\begin{pmatrix}1/2&0\\0&1\end{pmatrix}}&\rightarrow &{\begin{pmatrix}1/2&0\\-1/2&1\end{pmatrix}}&\rightarrow &{\begin{pmatrix}3/2&-2\\-1/2&1\end{pmatrix}}&=A^{-1}\end{array}}}
- Kifejtési tétel

A determinánst egyik sorához/oszlopához tartozó előjeles aldeterminánsaira vezetjük vissza. A módszer iterálása a Leibniz-formulához vezet. Segédmódszere, hogy minél több 0-t tartalmazó sort/oszlopot válasszunk, így kevesebb tagú összeget kell felírni.
{\displaystyle {\begin{aligned}|A|={\begin{vmatrix}a&b&c\\d&e&f\\g&h&i\end{vmatrix}}&=a\,{\begin{vmatrix}\Box &\Box &\Box \\\Box &e&f\\\Box &h&i\end{vmatrix}}-b\,{\begin{vmatrix}\Box &\Box &\Box \\d&\Box &f\\g&\Box &i\end{vmatrix}}+c\,{\begin{vmatrix}\Box &\Box &\Box \\d&e&\Box \\g&h&\Box \end{vmatrix}}\\[3pt]&=a\,{\begin{vmatrix}e&f\\h&i\end{vmatrix}}-b\,{\begin{vmatrix}d&f\\g&i\end{vmatrix}}+c\,{\begin{vmatrix}d&e\\g&h\end{vmatrix}}\\[3pt]&=aei+bfg+cdh-ceg-bdi-afh.\end{aligned}}}
- Sarrus-szabály

Felhívja a figyelmet egy geometriai mintázatra, így kevesebb számítás szükséges a determinánshoz. Csak 3×3-as mátrixnál alkalmazható, ill. 3×3-as aldetermináns meghatározásánál. Leibniz-formula 3×3-as mátrixra vonatkozó esete.
{\displaystyle {\begin{aligned}|A|={\begin{vmatrix}a&b&c\\d&e&f\\g&h&i\end{vmatrix}}=\end{aligned}}}  {\displaystyle =\color {red}{afj+bgh+cei}\color {blue}{-hfc-iga-jeb}}
- Leibniz-formula

Elméleti jelentősége a determináns paraméteres leírásából adódik. Gyakorlati szempontból a determináns eme definíciója nehezen kezelhető, hiszen bár 2×2-re és 3×3-ra léteznek egyszerű kiszámítási módok, a magasabb rendűekre még nem találtak ilyet. A definícióból történő kiszámítás  már {\displaystyle n=4}-re is {\displaystyle 24} tagot eredményez, {\displaystyle n=6} esetben pedig már {\displaystyle 720}-at, ugyanis a szumma tagszáma {\displaystyle n!}.
- Gauss-elimináció

Háromszögmátrix, diagonális mátrix determinánsa a főátlóban lévő elemek szorzata. Nem trianguláris mátrixból a determináns változását szem előtt tartva Gauss-eliminációval mindig kialakíthatunk egy ilyen mátrixot. Ez tekinthető az elemi módszer speciális esetének.
{\displaystyle {\begin{vmatrix}a_{11}&a_{12}&\dots &a_{1n}&\\0&a_{11}&&&\\\vdots &&&\vdots &\\0&0&\dots &a_{nn}&\end{vmatrix}}=\prod _{i=1}^{n}{a_{ii}}}
- LU felbontás

A 4×4-esnél nagyobb mátrix esetén a mechanikus kiszámítás túl sok művelettel jár, ezért az ún. LU felbontást használják. A módszer a determinánsok szorzástételére és a háromszögmátrixokra épül.

## Számítási példák
- 2×2

Kifejtési tétel/Leibniz-formula következtében:
{\displaystyle {\begin{vmatrix}2&5\\3&1\end{vmatrix}}=2\cdot 1-5\cdot 3=-13}
A {\displaystyle (2,5)} és a {\displaystyle (3,1)} vektorok által leírt paralelogramma területének nagysága 13 egység. A vektorok balsodrású rendszert alkotnak 2-dimenzióban.
- 3×3

Gauss-eliminációval háromszögmátrix kialakítása:
{\displaystyle {\begin{vmatrix}2&0&10\\-2&6&-4\\3&10&17\end{vmatrix}}={\begin{vmatrix}2&0&10\\0&6&6\\0&10&2\end{vmatrix}}=6\cdot {\begin{vmatrix}2&0&10\\0&1&1\\0&10&2\end{vmatrix}}=6\cdot {\begin{vmatrix}2&0&10\\0&1&1\\0&0&-8\end{vmatrix}}=6\cdot 2\cdot 1\cdot -8=-96}
- 4×4

Ebben az esetén hatékony eljárás a kifejtési tétel alkalmazása a mátrix valamelyik sorára vagy oszlopára, majd a tétel további alkalmazása helyett a Sarrus-szabály alapján számoljuk ki az aldeterminánsokat. A példában a mátrix első sora szerint történik a kifejtés:
{\displaystyle {\begin{vmatrix}1&2&3&4\\5&6&7&8\\9&10&11&12\\13&14&15&16\\\end{vmatrix}}=(-1)^{1+1}\cdot 1\cdot {\begin{vmatrix}6&7&8\\10&11&12\\14&15&16\\\end{vmatrix}}+(-1)^{1+2}\cdot 2\cdot {\begin{vmatrix}5&7&8\\9&11&12\\13&15&16\\\end{vmatrix}}+(-1)^{1+3}\cdot 3\cdot {\begin{vmatrix}5&6&8\\9&10&12\\13&14&16\\\end{vmatrix}}+(-1)^{1+4}\cdot 4\cdot {\begin{vmatrix}5&6&7\\9&10&11\\13&14&15\\\end{vmatrix}}=}
{\displaystyle =1\cdot 1\cdot 0-1\cdot 2\cdot 0+1\cdot 3\cdot 0-1\cdot 4\cdot 0=0}